# Torbokolec długonosy
Torbokolec długonosy (Echymipera rufescens) – gatunek ssaka, torbacza z podrodziny torbokolców (Echymiperinae) w obrębie rodziny jamrajowatych (Peramelidae).

## Taksonomia
Gatunek po raz pierwszy zgodnie z zasadami nazewnictwa binominalnego opisał w 1875 roku niemiecko-włoski zespół zoologów (Niemiec Wilhelm Peters i Włoch Giacomo Doria) nadając mu nazwę Perameles rufescens. Miejsce typowe to Wyspy Kai, Nowa Gwinea. Okazami typowymi według oryginalnego opisu były dwa dorosłe i jeden bardzo młody osobnik zakonserwowane w alkoholu, odłowione przez włoskiego botanika i odkrywcę Odoardo Beccariego. Podgatunek australis formalnie opisał w 1948 roku amerykański zoolog i botanik George Henry Hamilton Tate nadając mu nazwę Echymipera rufescens australis. Miejsce typowe to „Rocky Scrub”, rzeka Rocky, wschodnie zbocze McIlwraith Range, w pobliżu Coen, Jork, północny Queensland, Australia. Holotyp to skóra (z wytartą końcówką ogona) i czaszka dorosłego samca o sygnaturze MCZ 29214 z kolekcji Muzeum Zoologii Porównawczej; odłowiony 20 czerwca 1932 roku przez amerykańskiego entomologa i  biogeografa Philipa Jacksona Darlingtona.
Status taksonomiczny kilku wyspiarskich populacji wymaga rewizji; pozycja taksonomiczna populacji zamieszkałych na wyspach Aru i Kai oraz na wyspach d’Entrecasteaux pozostaje szczególnie niepewna.
Autorzy Illustrated Checklist of the Mammals of the World rozpoznają dwa podgatunków.

### Etymologia
- Echymipera: rodzaj Echimys G. Cuvier, 1809 (kolczak); gr. πηρα pēra ‘torba, kieszeń’[14].
- rufescens: łac. rufescens, rufescentis ‘czerwonawy’, od rufescere ‘stać się czerwonawym’, od rufus ‘czerwony’[15].
- australis: łac. australis ‘południowy’, od auster, austri ‘południe’[16].

## Budowa
Torbokolec długonosy osiąga od 21,5 do 54,5 cm długości ciała, podczas gdy ogon mierzy od 7,5 do 11,5 cm. Masa ciała w istotny sposób zależy od płci. Cięższe są samce, ważące pomiędzy 1000 a 3000 g. Natomiast samice ważą od 300 do 1250 g. Podgatunek australis jest mniejszy z dwóch podgatunków, samce osiągają długość głowy wraz z ciałem do 48 cm i masę ciała do 2,2 kg, w porównaniu z odpowiednio 54,5 cm i 3 kg w przypadku podgatunku nominatywnego. Niewielka podgatunku nominatywnego występuje w regionie rzeki Sepik, a znacznie większa w prowincji Gulf. U obu podgatunków masa ciała samców może być średnio o 70% większa niż u samic, chociaż czasami samice mogą zbliżać się do rozmiarów ciała samców.
Grzbiet zwierzęcia porasta ciemnobrązowa sierść. Brzuszną stronę ciała porasta natomiast sierść kremowa. Koniec ogona nie ma żadnej sierści, ubarwiony jest czarno.
Torbokolec długonosy cechuje się krótkimi, zaokrąglonymi uszami. Pysk ma bardzo wydłużony. Szczęka liczy 4 pary siekaczy.
| Wzór zębowy | Wzór zębowy | I | C | P | M |
| ----------- | ----------- | - | - | - | - |
| 48          | =           | 4 | 1 | 3 | 4 |
| 48          | =           | 3 | 1 | 3 | 4 |

Jamrajowate mają zrośnięte drugi i trzeci palec stopy (syndaktylia).

## Rozmieszczenie geograficzne i ekologia
Torbokolec długonosy żyje na północnym wschodzie Australii, w Nowej Gwinei oraz w Indonezji, na wyspach Misool, Yapen, Kai i Aru. Zamieszkuje tereny leżące od poziomu morza do wysokości 2100 m.
Zasięg występowania w zależności od podgatunku:
- E. rufescens rufescens – zachodnie wyspy papuaskie (Misool), Nowa Gwinea (włącznie Yapen, Wyspy d’Entrecasteaux, Kai i Wyspy Aru).
- E. rufescens australis – Jork, północno-wschodnia Australia.

Zwierzę to zamieszkuje lasy, ale też zarośla i formacje trawiaste. Powszechnie występuje na terenach przybrzeżnych. Spotyka się je także w górach. W Nowej Gwinei zasiedla głównie nizinne lasy i przylegające do nich zbiorowiska trawiaste, nie radzi sobie na przekształconych przez człowieka. W Australii występuje w lasach równikowych opisywanych jako średniolistne z pnączami (mesophyll vine forest), lasy wielkolistne z pnączami (notophyll vine forest), lasy galeriowe, ale też w pobliskich zbiorowiskach roślin wrzosopodobnych.
Zwierzę jest oportunistycznym wszystkożercą. Osobniki z Półwyspu Jork spożywają więcej owoców niż inne australijskie jamrajowate.

## Rozmnażanie
Tempo rozrodu jest dość szybkie. Torbokolec rozmnaża się 1-2 razy w roku. Występuje krótka ciąża, trwająca około 12,5 dni, podczas której u jamrajowatych tworzy się pewne łożysko, a po której samica wydaje na świat od jednego do czterech młodych. Występuje dobrze rozwinięte marsupium. Torbokolce długonose z Półwyspu Jork przebywają w torbie 2 tygodnie dłużej niż inne australijskie jamrajowate.

## Status
Torbokolec długonosy ma status gatunki najmniejszej troski (LC – ang. least concern „najmniejszej troski”). Jednak jego populacja zmniejsza się. Nie jest on zwierzęciem pospolitym.
Zagrożeniem są dlań polowania dla mięsa i pułapki w Nowej Gwinei, w Australii stanowi rzadkość i raczej nie poluje się nań.